# 2020年欧洲足球锦标赛转播权
2020年欧洲足球锦标赛（通稱“2020年歐洲盃”）是第16屆歐洲國家盃。歐洲國家盃是由歐洲足球協會聯盟（UEFA）主办的、由来自欧洲的男子国家足球队参与的四年一度的杯赛。比赛将通过电视和广播在世界各地播出。